# Natália Germáni
Natália Germáni, geborene Natália Germániová (* 27. Januar 1993 in Nitra), ist eine slowakische Schauspielerin.

## Leben
Natália Germáni absolvierte an der Hochschule für Musische Künste Bratislava (VŠMU) ein Schauspielstudium und war in der Zeit auch am Slowakischen Nationaltheater zu sehen. Als sie im Jahr 2015 für ein ausländisches Filmprojekt gecastet wurde, entschied sie sich ihren Namen von „Natália Germániová“ zu „Natália Germáni“ zu ändern.
Natália Germáni spielte in verschiedenen slowakischen und tschechischen Fernsehserie, wie zum Beispiel Deň a noc, Panelák, Vlci und Hranica, mit. Neben den Auftritten in Fernsehserien, konnte sie sich auch Rollen in mehreren Kinofilmen sichern. Zum Beispiel war sie in dem slowakisch-tschechischen Thriller Amnestie von Jonás Karásek zu sehen, welcher 2019 veröffentlicht wurde. Für ihre dortige Rolle wurde sie bei den Sun in a Net Awards 2020 in der Kategorie „Beste Schauspielerin in einer Hauptrolle“ nominiert, den Preis gewann aber Zuzana Konecná. Zudem war sie auch im slowakisch-tschechischen Drama Světlonoc (dt. Titel: Nightsiren) von Tereza Nvotová als Schauspielerin aktiv. Dieser Film wurde erstmals im August 2022 auf dem Locarno Film Festival 2022 gezeigt und dort mit dem Filmpreis Goldener Leopard als bester Film in der Reihe Cineasten der Gegenwart (Cineasti del Presente) ausgezeichnet.